# Monte Bulgheria
Der Monte Bulgheria ist ein 1225 m s.l.m. hoher Berg im Cilento in der italienischen Region Kampanien. 
Der landschaftsbildprägende und langgestreckte, steile Berg ist in weiten Teilen des Nationalparks Cilento und Vallo di Diano sichtbar und liegt unweit des Ozeans größtenteils in der Gemeinde Celle di Bulgheria sowie in den Gemeinden Camerota, Centola und San Giovanni a Piro in der Provinz Salerno zwischen dem Kap von Palinuro und dem Golf von Policastro. Entlang der Nordflanke führt die Bahnstrecke Salerno–Reggio di Calabria sowie die Schnellstraße Strada Statale 18var entlang. Der Fluss Mingardo fließt unweit westlich vorbei.
Der Berg ist nach den Bulgaren des Khans Alzek, eines Sohns von Kubrat, benannt, die sich im Frühmittelalter in der Region ansiedelten.

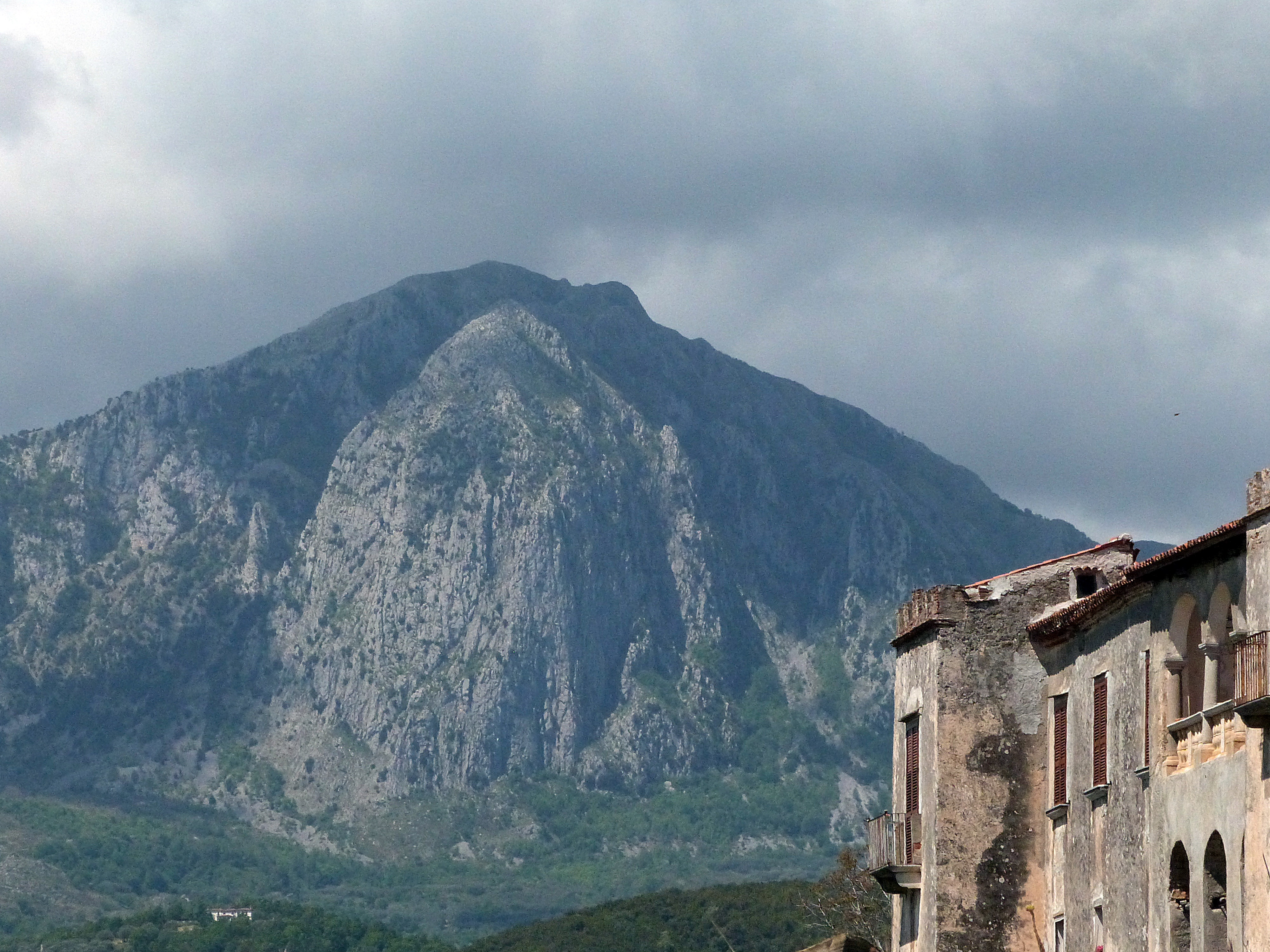
Der Berg von Policastro Bussentino (Gemeinde Santa Marina) aus gesehen.
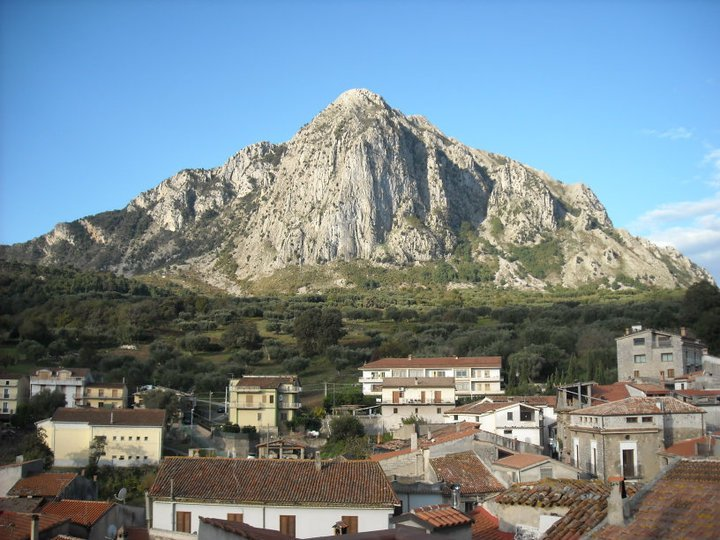
Der Berg von Bosco (San Giovanni a Piro) aus gesehen.
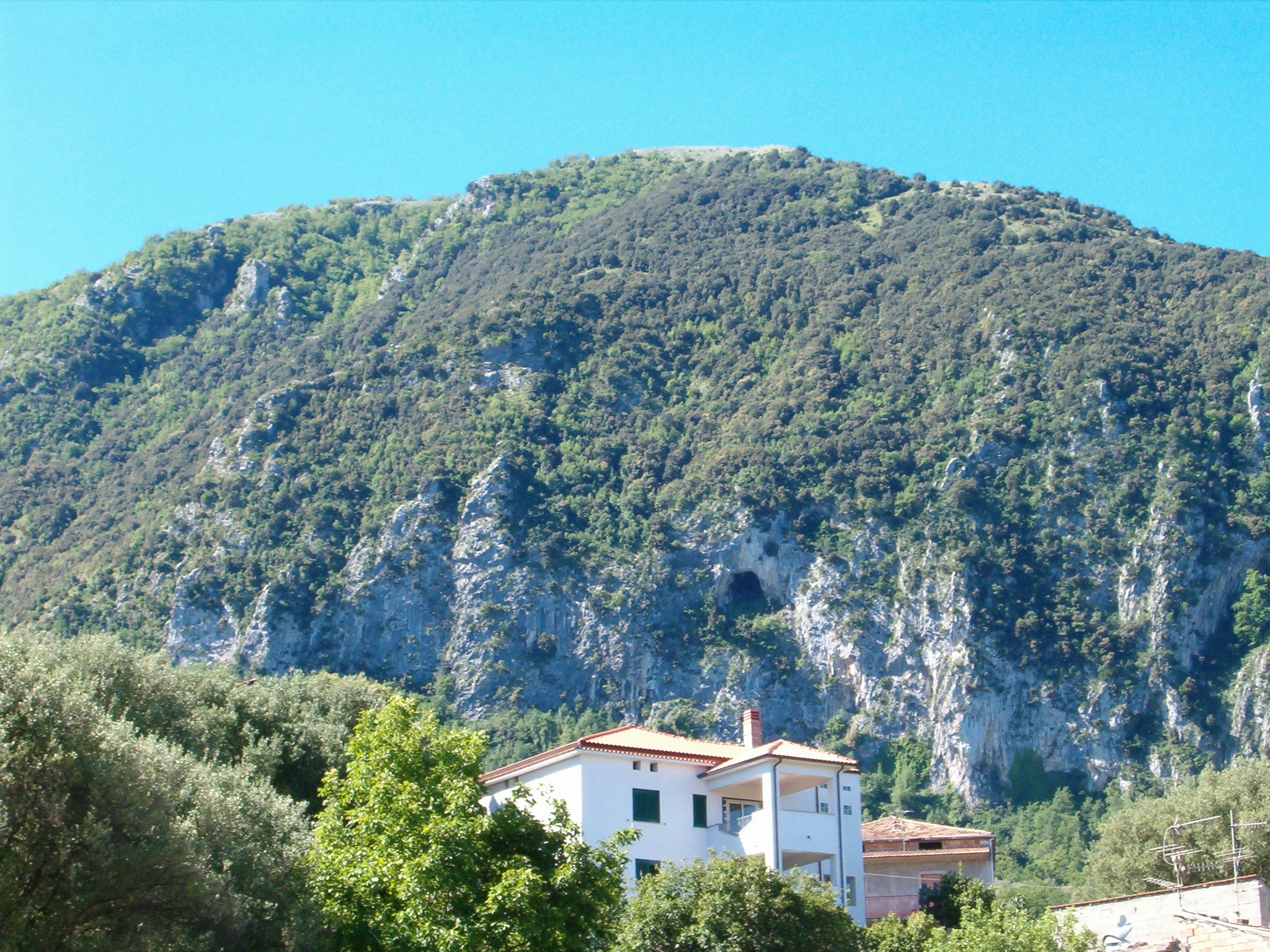
Der Berg von Celle di Bulgheria aus gesehen.